# Música acusmática
Música acusmática (do grego ἄκουσμα akousma, "uma coisa ouvida") é uma forma de música electroacústica que é especialmente composta para apresentação usando alto-falantes, em oposição a uma performance ao vivo. Ele se origina a partir de uma tradição de composição que remonta à introdução da música concreta (uma forma de música experimental) no final da década de 1940. Ao contrário de obras musicais que são realizadas usando exclusivamente partitura, composições que são puramente acusmáticas (em termos auditivos) muitas vezes existem apenas como suporte fixo de gravações.
A prática composicional da música acusmática incluem o som acusmático de som como um aspecto musical central. Outros aspectos tradicionalmente pensados como 'musicais', tais como melodia, harmonia, ritmo, metro pode estar presente, mas mais frequentemente, uma consideração é dada para características baseadas no som, como timbre e espectro. Materiais composicionais podem incluir sons derivados de instrumentos musicais, voz, som gerado eletronicamente, áudio manipulado usando vários processadores de efeitos, bem como efeitos sonoros e gravações de campo.
A música é produzida com o auxílio de várias tecnologias musicais, tais como gravadores digitais, ferramentas de processamento digital de sinais e estações de trabalho de áudio digital. Usando tais tecnologias, vários materiais sonoros podem ser combinados, justapostos e transformados de qualquer maneira concebível. Neste contexto, o método de composição pode ser visto como um processo de organização sonora: um termo usado pela primeira vez pelo compositor francês Edgard Varèse.

## Origem
De acordo com alguns relatos históricos, a origem do termo acusmático pode ser rastreada até Pitágoras; acredita-se que o filósofo ensinava seus alunos atrás de uma tela para não deixar que sua presença os distraísse do conteúdo de suas palestras. Sob essas condições, o ouvinte se concentra nos sons produzidos, para aumentar a sensação de audição. Em 1955, Jérôme Peignot e Pierre Schaeffer foram os primeiros a usar o termo acousmatique para definir a experiência de audição da música concreta. Diz-se ser derivada de akousmatikoi, o círculo exterior dos discípulos de Pitágoras que só ouviram-no falar atrás de um véu. De forma semelhante, ouve-se a música acusmática atrás do "véu" de alto-falantes, sem ver a origem do som.

## Desenvolvimentos
Dentro da academia, o termo música acusmática, ou arte acusmática, tem ganhado uso comum, principalmente quando se referindo à contemporânea música concreta; no entanto, existe uma controvérsia quanto a se as práticas acusmáticas relacionam-se a um estilo de composição ou a uma forma de ouvir o som. Scruton define a experiência de som como inerentemente acusmática, como Lydia Goehr (1999) parafraseia, "o mundo do som não é um espaço no qual podemos entrar; é um mundo que tratamos à distância".

## Estilo
A música acusmática pode conter sons que tenham fontes musicais reconhecíveis, mas pode igualmente apresentar fontes reconhecíveis que estão além dos limites da tecnologia vocal e instrumental tradicional. Somos tão propensos a ouvir o som de um pássaro, ou de uma fábrica como somos aos de um violino. A tecnologia envolvida transcende a mera reprodução de sons. Técnicas de síntese e processamento de som são empregadas, o que pode nos apresentar sons que não são familiares e que podem desafiar a clara atribuição da fonte. Composições acusmáticas podem nos apresentar eventos musicais familiares: de acordes, melodias e ritmos, que são facilmente conciliáveis com outras formas de música, mas pode também nos apresentar com eventos que não podem ser classificados dentro de uma taxonomia tradicional.

## Prática de execução
As composições acusmáticas são, por vezes, apresentadas ao público em configurações de concerto, que são muitas vezes indistinguíveis de recitais acústicos, embora sem os artistas. Em um concerto acusmático, o componente sonoro é produzido através de mídia pré-gravada, ou gerada em tempo real usando um computador. O material sonoro será então distribuído espacialmente, através de vários alto-falantes, usando de uma prática conhecida como difusão. O trabalho é, muitas vezes difundida pelo compositor (se presente), mas o papel de intérprete também pode ser assumido por outro praticante da arte. Para fornecer uma orientação para a espacialização da obra por um intérprete, muitos compositores fornecem uma pontuação de difusão; em sua forma mais simples, esta pode ser uma representação gráfica do trabalho acusmático, com indicações para manipulações espaciais, em relação a uma linha de tempo.

## A experiência acusmática
Na música acusmática, os ouvintes são desafiados a distinguir sons não com base em sua origem, mas pela sua qualidade sonora. Como Pierre Schaeffer escreve em seu Tratado sobre Objetos Musicais "A ocultação das causas não resulta de uma imperfeição técnica, nem é um processo de variação ocasional: torna-se uma pré-condição, uma colocação deliberada de si na condição do sujeito. É em direção a ele, então, que a questão gira em torno; "o que estou ouvindo?... O que exatamente você está ouvindo" -no sentido de que se pede ao sujeito para descrever não as referências externas do som que ele percebe, mas a percepção em si."

## Leitura complementar
- Austin, Larry, and Denis Smalley. “Sound Diffusion in Composition and Performance: An Interview with Denis Smalley.” Computer Music Journal 24/2 (Summer 2000), pp. 10–21.
- Chion, Michel. Guide des objets sonores, Pierre Schaeffer et la recherche musicale. Ina-GRM/Buchet-Chastel, Paris, 1983. (inglês)
- Cox, Christopher, and Daniel Warner. Audio Culture: Readings in Modern Music Continuum Books (2002). collection of articles, many from The Wire. ISBN 978-0-8264-1615-5.
- Desantos, Sandra, Curtis Roads, and François Bayle. “Acousmatic Morphology: An Interview with François Bayle.” Computer Music Journal 21/3 (Fall 1997), pp. 11–19.
- Dhomont, Francis. “Rappel acousmatique / Acousmatic Update.” eContact! 8.2 (Spring 1995).
- McFarlane, Matthew. “The Development of Electroacoustics in Montréal.” eContact! 6.2 — Activités électroacoustiques au Québec / Electroacoustic Activities in Quebec (Fall 2003).
- Smalley, Denis. “Space-form and the acousmatic image.” Organised Sound 12/1 (April 2007) “Practice, process and æsthetic reflection in electroacoustic music,” pp. 35–58.
- Smalley, Denis. “Spectromorphology: Explaining Sound-Shapes.” Organised Sound 2/2 (August 1997) “Frequency Domain,” pp. 107–26.
- Truax, Barry. “Composition and Diffusion: Space in Sound in Space.” Organised Sound 3/2 (August 1998) “Sound in Space,” pp. 141–46.
- Windsor, W. Luke. “A Perceptual Approach to the Description and Analysis of Acousmatic Music.” Unpublished doctoral thesis. London: City University, 2005.
- Wishart, Trevor. On Sonic Art. London: Routledge, 1997. ISBN 978-1-1343-7333-8